# Herm Fuetsch
Herman Joseph « Herm » Fuetsch, né le 6 juillet 1918, à San Francisco, en Californie, décédé le 29 septembre 2010, à Novato, en Californie, est un ancien joueur américain de basket-ball. Il évolue durant sa carrière au poste d'arrière.

## Palmarès
- Champion BAA 1948